# Damelevières
Damelevières ist eine französische Gemeinde mit 3094 Einwohnern (Stand 1. Januar 2022) im Département Meurthe-et-Moselle in der Region Grand Est (bis 2015 Lothringen). Sie gehört zum Arrondissement Lunéville und zum Kanton Lunéville-2.

## Geografie
Die Gemeinde Damelevières liegt an der Meurthe, sieben Kilometer südwestlich von Lunéville und etwa 20 Kilometer südöstlich von Nancy.

## Bevölkerungsentwicklung
| Jahr                       | 1962 | 1968 | 1975 | 1982 | 1990 | 1999 | 2007 | 2019 |
| Einwohner                  | 3254 | 3194 | 3021 | 3039 | 2879 | 2810 | 3012 | 3155 |
| Quellen: Cassini und INSEE |      |      |      |      |      |      |      |      |

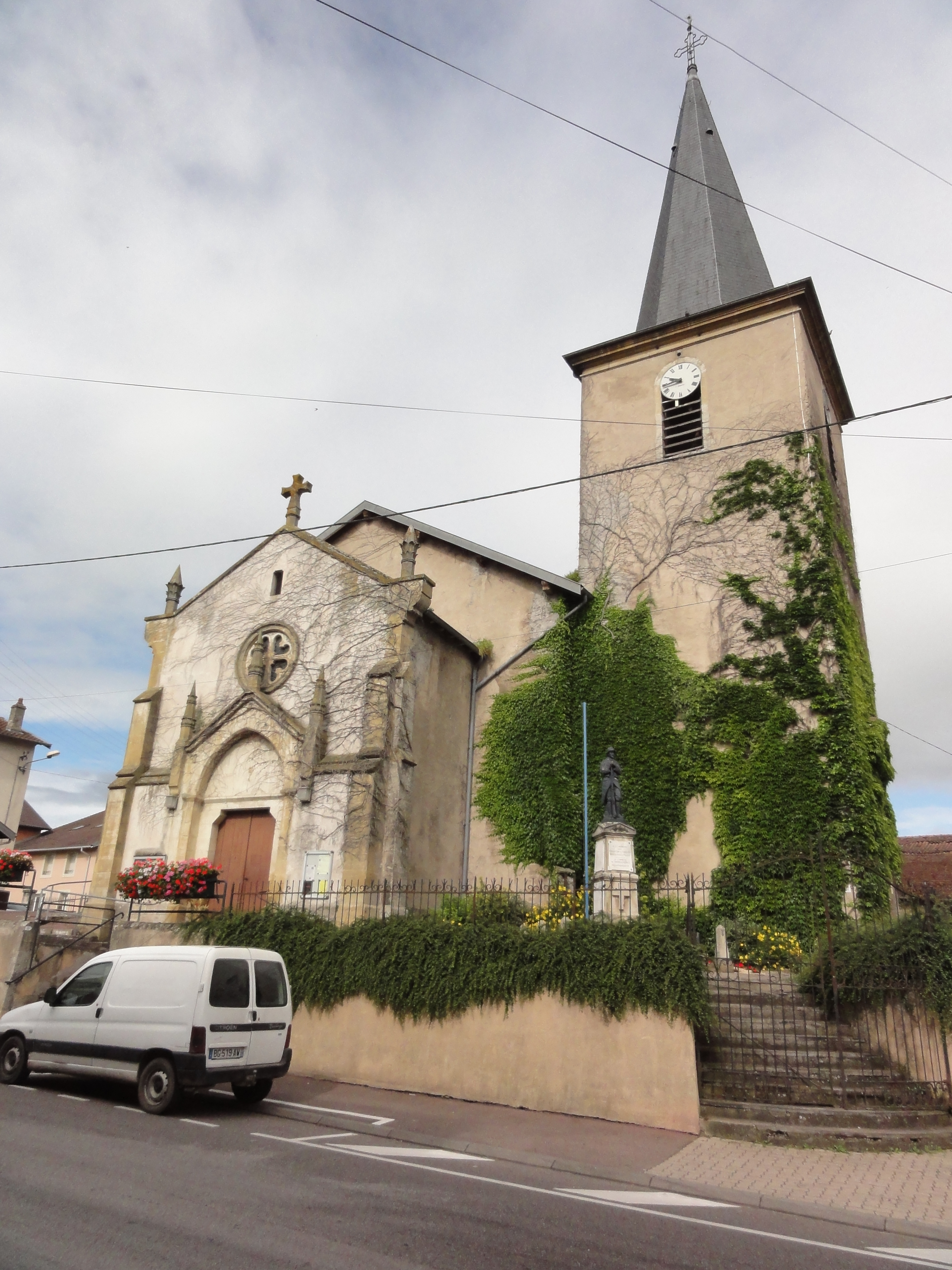
Kirche Sainte-Libaire
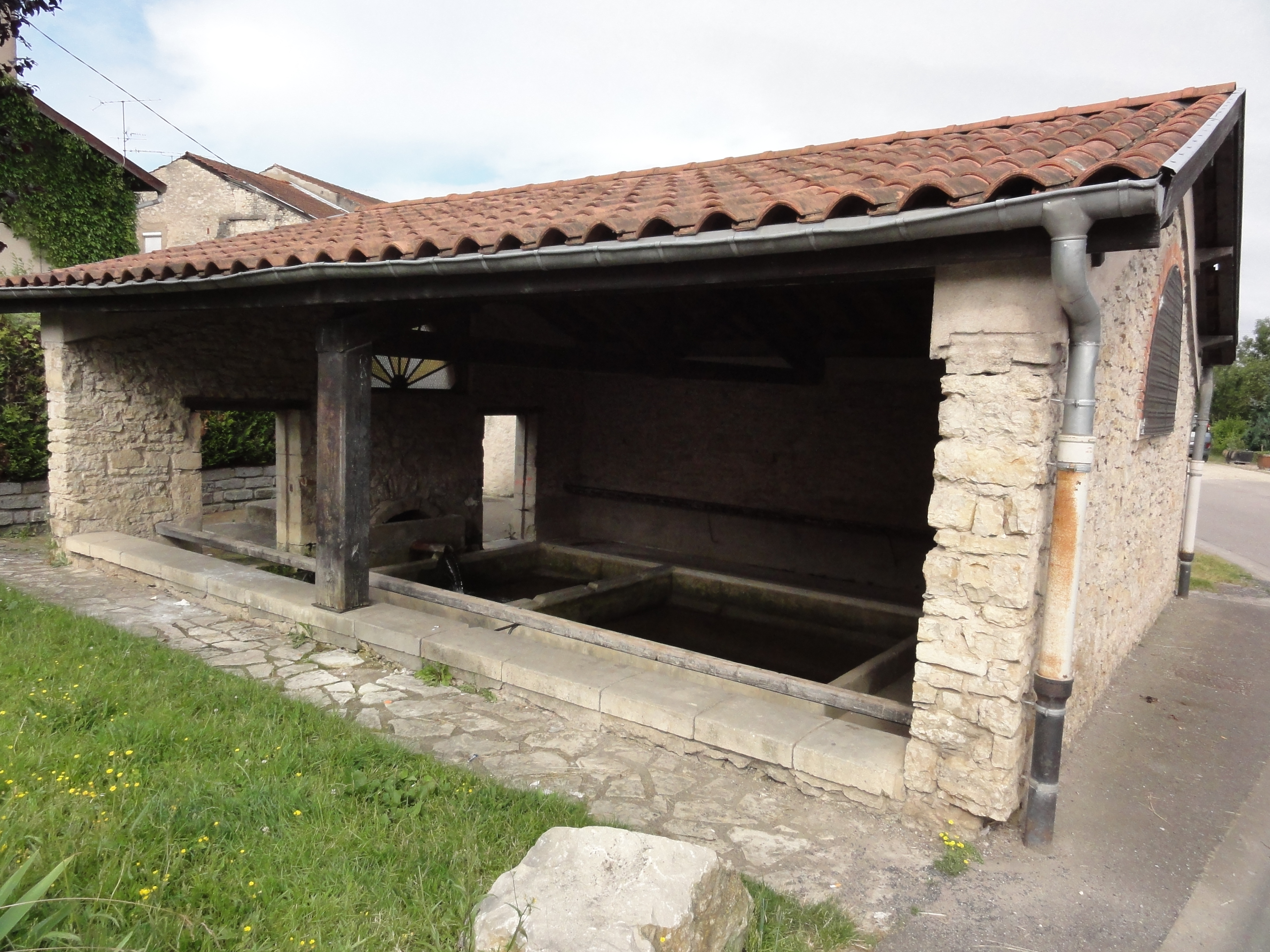
Lavoir